# Steve Pemberton
Steven James Pemberton (Blackburn, 1 september 1967) is een Brits acteur, filmproducent, filmregisseur, scenarioschrijver en komiek.

## Biografie
Pemberton werd geboren in Blackburn. Hij doorliep de highschool aan de St Michael's CE High School in Chorley, hier werd duidelijk dat hij acteerkwaliteiten had. Hierna studeerde hij af aan de Runshaw College in Lancashire en verdiende zijn bachelor of arts in theaterwetenschap aan de Bretton Hall College of Education in West Bretton. Hij woont samen met zijn partner en heeft met haar drie kinderen. 
Pemberton begon in 1998 met acteren in de televisieserie In the Red, waarna hij nog meerdere rollen speelde in televisieseries en films. Hij speelde in onder andere The League of Gentlemen (1999-2002), Blackpool (2004) en Whitechapel (2009-2013). In 2009 speelde hij een rol in de televisieserie Psychoville, met deze rol won hij in 2009 en 2011 een British Comedy Awards. 

## Filmografie

### Films
Uitgezonderd korte films.
- 2024 Better Man - als Peter
- 2018 The Interrogation of Tony Martin - als Tony Martin
- 2015 Professor Branestawm Returns - als professor Algebrain
- 2012 Mr. Stink - als sir Derek Dimble
- 2012 National Theatre Live: She Stoops to Conquer - als Hardcastle
- 2010 The First Men in the Moon - als Sun
- 2007 The Old Curiosity Shop - als mr. Short
- 2007 I Could Never Be Your Woman - als Sensor
- 2007 Mr. Bean's Holiday - als vicaris
- 2007 The Bad Mother's Handbook - als Leo Fairbrother
- 2006 The League of Gentlemen Are Behind You - als Tubbs Tattsyrup / Pauline Campbell-Jones / Herr Lipp
- 2006 Slipp Jimmy fri - als Mattis (Engelse stem)
- 2005 Under the Greenwood Tree - als mr. Shinar
- 2005 Lassie - als Hynes
- 2015 Riot at the Rite - als criticus
- 2005 The League of Gentlemen's Apocalypse - als Tubbs / Pauline / Herr Lipp
- 2005 Match Point - als rechercheur Parry
- 2005 The Hitchhiker's Guide to the Galaxy - als mr. professor
- 2004 Churchill: The Hollywood Years - als Chester
- 2004 The Life and Death of Peter Sellers - als Harry Secombe
- 2001 The League of Gentlemen: Live at Drury Lane - als diverse personages
- 2001 Birthday Girl - als sergeant

### Televisieseries
Uitgezonderd eenmalige gastrollen.
- 2024 Alma's Not Normal - als ome Dickie - 2 afl.
- 2014-2024 Inside No. 9 - als diverse personages - 53 afl.
- 2023 The Power of Parker - als Sandy - 3 afl.
- 2019-2022 Good Omens  - als mr. Glozier - 2 afl.
- 2022 Ladhood - als de tuinman - 2 afl.
- 2019-2021 Worzel Gummidge - als mr. Braithwaite - 6 afl.
- 2020 Killing Eve - als Paul - 5 afl.
- 2019 Britannia - als keizer Claudius - 2 afl.
- 1999-2002 The League of Gentlemen - als diverse personages - 22 afl.
- 2016 Camping - als Robin - 6 afl.
- 2015 Lewis - als Ian Tedman - 2 afl.
- 2007-2015 Benidorm - als Mick Garvey - 43 afl.
- 2014 Mapp & Lucia - als Georgie Pillson - 3 afl.
- 2014 Happy Valley - als Kevin Weatherill - 6 afl.
- 2009-2013 Whitechapel - als Edward Buchan - 18 afl.
- 2009-2011 Psychoville - als Oscar Lomax / David Sowerbutts - 14 afl.
- 2010 Going Postal - als Drumknott - 2 afl.
- 2008 Doctor Who - als Strackman Lux - 2 afl.
- 2004 Blackpool - als Adrian Marr - 6 afl.
- 1998 In the Red - als Lawrence Boot-Heath - 2 afl.

### Filmproducent
- 2014-2023 Inside No. 9 - televisieserie - 41 afl.
- 2020 Urban Myths - televisieserie - 1 afl.
- 2017 The League of Gentlemen - televisieserie - 3 afl.
- 2009-2011 Psychoville - televisieserie - 6 afl.
- 2005 The League of Gentlemen's Apocalypse - film

### Filmregisseur
- 2015-2020 Inside No. 9 - televisieserie - 3 afl.
- 2007 Highgate House of Horror - korte film

### Scenarioschrijver
- 2014-2024 Inside No. 9 - televisieserie - 55 afl.
- 2020 Urban Myths - televisieserie - 1 afl.
- 2018 The League of Gentlemen - Live Again! - film
- 2000-2002 The League of Gentlemen - televisieserie - 22 afl.
- 2012-2016 Benidorm - televisieserie - 4 afl.
- 2014 Mapp & Lucia - televisieserie - 3 afl.
- 2013 Whitechapel - televisieserie - 2 afl.
- 2009-2011 Psychoville - televisieserie - 14 afl.
- 2010 Unintended Consequences - korte film
- 2005 The League of Gentlemen's Apocalypse - film
- 2001 The League of Gentlemen: Live at Drury Lane - film

- Biblioteca Nacional de España: XX5340747
- Gemeinsame Normdatei: 141483768
- International Standard Name Identifier: 0000 0003 6235 1431
- Library of Congress Control Number: no2005078702
- MusicBrainz: b115f195-5b08-4089-8aef-825cab71974d
- Nationale Bibliotheek van Israël: 987011827701405171
- Nationale Bibliotheek van Polen: a0000002453686
- Système universitaire de documentation: 170556735
- Virtual International Authority File: 226254355
- WorldCat: E39PBJvmGDKQdJVd3XgmYdr8YP